# Амалафрид
Амалафрид (Amalafrid; * ок. 511 – † след 552 г.) е тюрингски военачалник, съюзник на лонгобардите и magister militum на Византия (Източната Римска империя).

## Биография
Амалфрид е син на краля на тюрингите Херминафрид и на Амалаберга. След разпадането на Тюрингското кралство през 531 г., той бяга заедно с майка си в град Равена, който тогава е във властта на остготите, но след като през 540 г. той е превзет по време на последната от Готските войни от източноримските войски на генерал Велизарий двамата са отведени в Константинопол, където принцът прави военна кариера и става magister militum ок. 550 г. Редом с военачалниците Юстин и Юстиниан, синовете на Герман (magister militum per Thracias и magister militum praesentalis), и херулските вождове Аратий и Суартуас, той е сред водачите на съюзнически войски, които византийският император Юстиниан I изпраща през 552 г. в помощ на лангобардите, сражаващи се срещу гепидите. Обаче само Амалафрид пристига навреме с войските си при своя зет крал Аудоин (съпруг на сестра му Роделинда). Останалите са възпрепятствани от религиозни неспокойствия в епископското седалище Улпиана (близо до съвременния Липлян (Липљан) в Косово).
Амалафрид вероятно има син или внук на име Йоан Аталарих или Артахис, за когото има и предположения, че е незаконен син на византийския император Ираклий.